# Mark Forest
Mark Forest, nome artístico de Lou Degni (Nova York, 16 de janeiro de 1933) é um ator e fisiculturista norte-americano.

## Biografia
Começou sua carreira como fisiculturista (ou no termo americano, bodybuilding), e desde a idade de 13 anos começou a se exercitar com pesos. Mais tarde, Forest e seu irmão trabalharam com instrutores de Educação Física, que desenvolveram programas de exercícios para eles.
Forest competiu para o título de "Mr. América" e terminou em 27º lugar, um feito notável para um então jovem de 19 anos. Depois, apareceu em algumas performances em night-clubes dos Estados Unidos, exibindo seus músculos, como "A Força Promissora".
Em 1954, ganhou o título de "Mr. Muscle Beach", ou Mr. Praia dos músculos. Forest foi o segundo ator americano, depois de Steve Reeves, a ser recrutado por produtores italianos para estrelar filmes épicos de "Espada e sandália". O próprio Forest é descendente direto de italianos, e algumas de suas películas foram feitas em Nápoles, Itália, justamente a área de onde vieram seus ancestrais.
Com um estilo mais calmo de interpretar do que aqueles heróis feitos por Steve Reeves e Reg Park, Forest pareceu deslizar através de seus papéis. Entre 1960 e 1965, Forest fez inúmeros filmes épicos de espada e sandália europeus interpretando Maciste e Hércules.
Após a conclusão de Hercules e o Leão de Tebas, Mark Forest largou o cinema para estudar Ópera e aperfeiçoar a sua voz. Atualmente, contando com 73 anos de idade, reside em Arleta, sul da Califórnia, onde canta, ensina sobre ópera, e ainda, auxilia aspirantes a fisiculturistas como personal trainer.

## Filmografia
- Maciste, o filho de Sansão/Son of Sanson (1960)
- Golias e o Dragão/Goliath and the Dragon (1960)
- Maciste, o Colosso da Arena/Maciste, il gladiatore più forte del mondo (1962)
- Golias e os Pecadores da Babilônia/Goliath and the Sins of Babylon (1963)
- Hércules contra o terror de Roma (1964)
- O Magnífico Gladiador/The Magnificent Gladiator (1964)
- Kindar, o invulnerável/Kindar the Invulnerable (1964)
- Hércules contra os inimigos do Grande Khan/Hercules and the Mongols (1964)
- Hércules contra os filhos do Sol/Hercules and sons of the Sun (1964)
- Hércules contra os Bárbaros/Hercules and the Brabarians (1964)
- Hércules e o Leão de Thebas/Leone di Tebe (1965)